# Черна дупка (мрежи)
В компютърните мрежи, черни дупки се наричат места в мрежата, където входящият или изходящият интернет трафик е мълчаливо отхвърлен (или „drop“-нат), без източника да се информира, че данните не са достигнали получателя.
Когато се разглежда топологията на мрежа, черните дупки сами по себе си са невидими и могат да бъдат засечени единствено чрез наблюдение на загубения трафик, откъдето черпят името си.

## Мъртви адреси
Най-разпространената форма на черна дупка е просто IP адрес, който уточнява хост машина, която не работи, или адрес, към който не е уточнен адрес.
Въпреки че TCP/IP предоставя начини за комуникиране на неизправност при доставката обратно към изпращача чрез ICMP, трафикът, предназначен към такива адреси често се drop-ва.
Трябва да се отбележи, че мъртъв адрес би бил неоткриваем само за протоколи, които са едновременно неустановяващи връзка и ненадеждни (например UDP). Надеждните протоколи с установяване на връзка (като TCP) или не биха се свързали към мъртъв адрес, или не биха приели очакваните потвърждения (acknowledgements).

## Защитни стени и скрити портове
Повечето защитни стени (и домашни рутери) могат да бъдат конфигурирани така, че мълчаливо да отхвърля пакети, адресирани до забранени хостове или портове, което причинява малки или големи „черни дупки“ в мрежата.
Персоналните защитни стени, които не отговарят на ICMP echo заявки (като „ping“), са обозначавани от някои доставчици, че не са в „скрит режим“.
Въпреки това, в повечето мрежи IP адресите на хостове със защитни стени, конфигурирани по този начин, лесно се различават от невалидни или иначе недостъпни IP адреси: при попадане на последните, рутерът обикновено би отговорил с ICMP грешка за недостъпен хост. NAT, по начина, по-който се използва при домашните и офис рутери, е обикновено по-ефективен начин за прикриване на модела на вътрешна мрежа.

## Филтриране на черни дупки
Филтрирането на черни дупки се отнася конкретно за отхврълянето на пакети на ниво маршрутизиране, обикновено използвайки маршрутизиращ протокол за имплементация на филтрирането в няколко рутера едновременно, често динамично, за да има бърз отговор към DDoS атаки.

## DNSBL (управление на интернет трафика)
DNS-базиран списък с черни дупки (DNS-based Blackhole List, DNSBL) е списък с IP адреси, публикувани чрез системата за имена на домейните като зонов файл, който може да бъде използван от софтуера на DNS сървър, или като DNS зона, към която могат да бъдат изпращани заявки в реално време. DNSBL най-често се използват за публикуване на адресите на компютри или мрежи, свързани със спам. Повечето софтуер за имейл сървъри може да бъде настроен така, че да отхвърля или маркира съобщения, които са били изпратени от сайт от един или повече такива списъци.
DNSBL е по-скоро софтуерен механизъм, отколкото конкретен списък или политика. Съществуват около дузина DNSBL-и, които използват широк набор от критерии за изготвяне и поддържане на списък от адреси. Те могат да включват адреси на зомби компютри или други машини, използвани за изпращане на спам, както и адреси на интернет доставчици, които с готовност предоставят хостинг на спамери.
От създаването на DNSBL през 1997 г., работата и политиките на тези списъци многократно стават противоречиви, както при интернет адвокатстване, така и при искове. Много оператори и потребители на имейл системи считат DNSBL-ите за ценни инструменти за споделяне на информация за източници на спам, но други видни интернет активисти им възразяват като форма на цензура. Освен това, няколко DNSBL оператори са били мишена на искове, подадени от спамери, искащи списъците да бъдат спрени въобще.